# Jesús Castillo Ugarte
Jesús Castillo Ugarte (Huetamo, Michoacán, México; 5 de mayo de 1988) es un futbolista mexicano.Juega como medio y su equipo actual es el Club Celaya de la Primera División de México.
Es un jugador surgido de las fuerzas básicas de el Morelia y es de los pocos futbolistas profesionales originarios de Huetamo.
Con Morelia jugó 3 partidos pero ha estado gran parte de su carrera en la banca o en el Toros Neza el hermano menor del Monarcas Morelia hasta que en 2011 pasó a Jaguares de Chiapas donde ha jugado 11 partidos.